# Lambasingi
Lambasingi est un village du district d'Alluri Sitharama Raju dans l'État d'Andhra Pradesh en Inde. 
Selon le recensement de l'Inde de 2011, la localité compte une population de 1 943 habitants.